# Charles Joseph Vanhove
Charles Joseph Vanhove (* 8. November 1739 in Lille; † 27. Juni 1803 in Brunoy) war ein französischer Schauspieler.
Vanhoves Vater war zuerst Perückenmacher und eröffnete nach der Heirat im Jahr 1738 ein Café am Grande Place in Lille. Knapp zwei Jahre später kam Charles Joseph auf die Welt. Über seine ersten Schritte in der Schauspielerei ist wenig bekannt, außer dass er seinem Alter entsprechend zuerst jugendliche Rollen übernahm und später in seinen Rollen oft den gütigen Vater gab. Im Jahr 1771 heiratete er seine Schauspielkollegin Andrée Coche. Von 1775 bis 1777 hatte Vanhove ein Engagement in Brüssel, von dem er an die Comédie-Française berufen wurde, um die Zweitbesetzung für Brizard zu übernehmen. An der Comédie debütierte er in der Rolle des Auguste in Corneilles Tragödie Cinna, was im Journal des théâtres mit Lob für seine gute Stimme, seinen Witz und Sensibilität sowie seine Glaubwürdigkeit in der Rolle gewürdigt wurde. Jedoch wurden seine ungelenken Gesten ebenso angesprochen. Er spielte fortan in über 50 Inszenierungen überwiegend tragische Könige und mythische Helden.
Vanhove stand der Französischen Revolution skeptisch gegenüber und er wurde, mit einigen seiner Kollegen, im Couvent des Madelonnettes, das als politisches Gefängnis diente, im Jahr 1793 arrestiert. Auf Betreiben seiner Tochter kam er aber nach fünf Monaten wieder frei, jedoch mit der Auflage, in dem für die Revolution gegründeten Théâtre de la République, unter François-Joseph Talma, zu spielen.
Bei der Neugründung der Comédie im Jahr 1799 bekam auch Vanhove sein Engagement zurück, jedoch war er, der schon vorher nicht schlank war, sehr dick und unbeweglich geworden und sein Schauspiel deutlich unambitioniert.
Vanhove hatte aus seiner Ehe zwei Töchter und die jüngste Tochter, Caroline Vanhove, heiratete später seinen Schauspielerkollegen Talma. Bei einem Besuch im Hause des Schwiegersohns, in Bunoy, erkrankte Vanhove und er starb wenige Tage danach. Er wurde im Garten des Anwesens beigesetzt, da er protestantisch war und auf dem katholischen Friedhof nicht beigesetzt werden durfte.